# Wassyl Jerschow
Wassyl Jeremejowytsch Jerschow (ukrainisch Василь Єремейович Єршов; * 15. August 1949 in Saky; † 6. November 2000 in Saporischschja) war ein sowjetischer Speerwerfer.
Jerschow nahm 1976 an den Olympischen Spielen in Montreal, Kanada teil. Im Olympiastadion konnte er sich für das Finale qualifizieren, wo er hinter dem Polen Piotr Bielczyk und dem Amerikaner Sam Colson den sechsten Platz erreichte.
1978 nahm er an den Leichtathletik-Europameisterschaften in Prag, Tschechoslowakei teil, wo er hinter Detlef Michel Fünfter wurde. Nach den Europameisterschaften wurde Jerschow jedoch, wie drei seiner Landsleute, wegen Verstoßes gegen die Dopingbestimmungen suspendiert und für 18 Monate gesperrt.